# Рахимов, Ильхам Ринатович
Ильхам Ринатович Рахимов (баш. Рәхимов Илһам Ринат улы; род. 2 мая 1970, Табулда, Башкортостан) — художественный руководитель Стерлитамакского государственного башкирского драматического театра, народный артист Республики Башкортостан (2022).

## Биография
Ильхам Рахимов родился 2 мая 1970 года в деревне Табулда в Стерлибашевском районе. Окончил Уфимский государственный институт искусств в 1991 г. В городе Стерлитамак начал свою творческую деятельность артистом башкирского драматического театра Стерлитамакского государственного театрально-концертного объединения. 25 марта 2022 года в уфимском Конгресс-холле «Торатау» глава Республики Башкортостан Радий Хабиров присвоил ему звание народного артиста Республики Башкортостан.

## Семья
Жена — народная артистка Республики Башкортостан Физалия Анваровна Рахимова.

## Творческая деятельность
Роли в спектаклях:
- персонаж Гулям, спектакль «Одна любовь — тысяча влюблённых»;
- Шарифулла в спектакле по повести «Таганок» Мустая Карима;
- Мунир из комедии «Пылкие любовники» Ильшата Юмагулова;
- Амур из комедии «Четыре жениха Диляфруз» Туфана Миннулина;
- Гали из комедии «Аптырак!» Флорида Булякова;
- Фанур из грустной комедии «А Торатау и ныне там…» Ралифа Кинзябаева;
- Бред Винер из грустной комедии «Как „пришить“ эту старуху?» Джона Патрика;
- Рамазан из драматической гипотезы «Запах лёгкого загара» Данила Гурьянова;
- Мухаметша из комедии «Похищение девушки» М.Карима,
- главный врач в драме «Раб Божий предполагает…» Мунира Кунафина;
- Васков в драме «А зори здесь тихие…» по повести Бориса Васильева;
- Бадри в драме «Галиябану» Мирхайдара Файзи;
- Мулла в фантасмагории «Люди на том берегу…» Мунира Кунафина;
- Дервиш в трагедии «В ночь лунного затмения» Мустая Карима и другие.

Тележурнал «Весело живём»; сериалы «Птица счастья», «Сируси», «Соседи», «Дочь луны» (баш. Ай ҡыҙы).

## Награды и звания
- Диплом Республиканского фестиваля «Театральная весна» «За пластическое исполнение роли» в спектакле Н. Исанбета «Переселение», 1997 год.
- Почётное звание «Заслуженный артист Республики Башкортостан», 2002 год.
- Серебряная медаль Станиславского, 2021 год.
- Почётное звание «Народный артист Республики Башкортостан», 2022 год.